# Bang! Howdy
Bang! Howdy är ett onlinespel från 2006 utvecklat av Three Rings Design, skaparna av Puzzle Pirates.
Spelet utspelar sig i vilda västern och är ett strategispel. 

## Mottagande
Bang! Howdy fick utmärkelsen Technical Excellence på 2007 års Independent Games Festival, och var en finalist för Seumas McNally Grand Prize.